# Manduca mossi
Manduca mossi là một loài bướm đêm thuộc họ Sphingidae. Loài này có ở Peru, miền đông Ecuador và Bolivia.
Cá thể trưởng thành được ghi nhận vào tháng 1.